# Palpares schrammi
Palpares schrammi is een insect uit de familie van de mierenleeuwen (Myrmeleontidae), die tot de orde netvleugeligen (Neuroptera) behoort. 
Palpares schrammi is voor het eerst wetenschappelijk beschreven door Navás in 1914.